# Dipsas peruana
Dipsas peruana är en ormart som beskrevs av Boettger 1898. Dipsas peruana ingår i släktet Dipsas och familjen snokar. Inga underarter finns listade i Catalogue of Life.
Arten förekommer i Anderna från västra Venezuela över Colombia och Ecuador till Peru och kanske fram till Bolivia. Den vistas i regioner som ligger 500 till 3000 meter över havet. Dipsas peruana lever främst i bergsskogar och den klättrar ofta på träd. Individerna är nattaktiva och de hittas ofta nära vattendrag. Honor lägger ägg.
Skogens omvandling till odlingsmark är ett hot mot beståndet. Hela populationen anses vara stabil. IUCN kategoriserar arten globalt som livskraftig.